# 3210 Lupishko
3210 Lupishko è un asteroide della fascia principale. Scoperto nel 1983, presenta un'orbita caratterizzata da un semiasse maggiore pari a 3,1139055 UA e da un'eccentricità di 0,0471497, inclinata di 13,61870° rispetto all'eclittica.